# Westhoughton Greyhounds
Gli Westhoughton Greyhounds sono stati una squadra di football americano di Bolton e Westhoughton, in Gran Bretagna; fondati nel 1986 come Bolton Braves, divennero presto New Bolton Braves e assunsero il nome definitivo con la stagione 1987, alla fine della quale chiusero.

## Dettaglio stagioni

### Tornei nazionali

#### Campionato

##### BGFL Premiership
| Stagione | regular season | regular season | regular season | regular season | regular season | regular season | playoff | playoff | playoff | playoff | playoff | playoff   | playoff    |
|          | Vin            | Par            | Per            | Tot            | PF             | PS             | Vin     | Per     | Tot     | PF      | PS      | risultato | avversaria |
| -------- | -------------- | -------------- | -------------- | -------------- | -------------- | -------------- | ------- | ------- | ------- | ------- | ------- | --------- | ---------- |
| 1987     | 2              | 0              | 3              | 5              | 39             | 69             | -       | -       | -       | -       | -       | -         | -          |
| Totale   | 2              | 0              | 3              | 5              | 39             | 69             | -       | -       | -       | -       | -       |           |            |

Fonti: Enciclopedia del Football - A cura di Roberto Mezzetti